# Sirene (lydgiver)
 For alternative betydninger, se Sirene. (Se også artikler, som begynder med Sirene)
En sirene er en transducer, som udsender en lyd for at alarmere om farlige eller usædvanlige situationer.
De danske varslingssirener bliver brugt til offentlig varsling og bliver testet en gang om året, med lyd, den første onsdag i maj kl. 12 samt hver nat uden lyd. Før 1994 testede man hver onsdag kl. 12 med lyd.